# Eupompha sulcifrons
Eupompha sulcifrons är en skalbaggsart som beskrevs av Champion 1892. Eupompha sulcifrons ingår i släktet Eupompha och familjen oljebaggar. Inga underarter finns listade i Catalogue of Life.